# Robert Vrchota

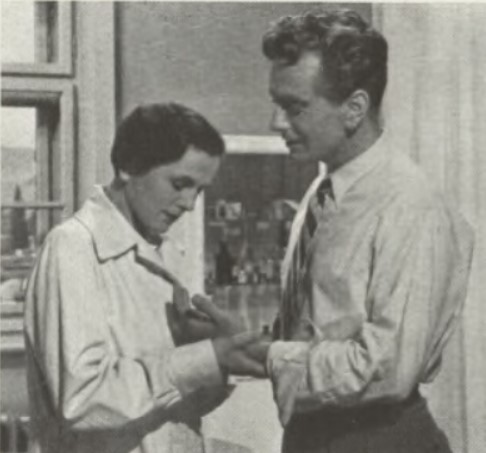
Vlasta Matulová a Robert Vrchota (český film Veselý souboj, 1951)

Robert Vrchota, vlastním jménem Josef Vrchota (13. ledna 1920 Břilice u Třeboně – 25. dubna 1993 Praha), byl český herec.

## Život
Mládí strávil v jižních Čechách, v roce 1938 jeho rodina utekla před nacisty z jihočeského pohraničí do středních Čech. Studium na gymnáziu však nedokončil, v roce 1939 odešel hrát divadlo nejprve ke kočovné herecké společnosti. Díky své pěkné postavě a distingovanému vystupování v mládí velmi často hrával různé milovníky a hezouny, v pozdějším věku přišly i komediální a dramatické role.
Je pohřben na hřbitově v Praze – Horních Počernicích.

## Přehled působišť
- 1941–1948 Východočeské divadlo
- 1948–1952 Divadla československého státního filmu
- 1952–1956 Hudební divadlo v Karlíně
- 1956–1980 Divadle v Kolíně

Kromě divadla hrál často i po estrádách, často vystupoval ve filmu i v televizi.

## Film
- 1949 Divá Bára – role: myslivec
- 1949 Rodinné trampoty oficiála Tříšky

## Televize
- 1979 Anglický biftek s českou oblohou (TV komedie) – role: dědeček